# Coprophanaeus milon
Coprophanaeus milon är en skalbaggsart som beskrevs av Blanchard 1846. Coprophanaeus milon ingår i släktet Coprophanaeus och familjen bladhorningar. Inga underarter finns listade i Catalogue of Life.